# 독일 U-20 축구 국가대표팀
독일 U-20 축구 국가대표팀(독일어: deutsche U-20-Fußballnationalmannschaft)은 독일을 대표하는 20세 이하의 축구 국가대표팀으로, 독일의 축구 관리 기관인 독일 축구 연맹의 관리를 받는다. FIFA U-20 월드컵에 11번 참가해 1981년에 우승을 차지했다.